# Sankt Mauritz (Gemeinde)

Ausdehnung von Sankt Mauritz in der Mitte des 19. Jahrhunderts (Ausschnitt aus der Topographischen Karte der Kreise des Regierungs-Bezirks Münster, 1842)

Sankt Mauritz war eine Landgemeinde im Kreis Münster der preußischen Provinz Westfalen bzw. im Land Nordrhein-Westfalen. Sie bestand von 1844 bis 1974 und lag unmittelbar östlich und nordöstlich der Stadt Münster. Die Gemeinde ging aus dem Kirchspiel St. Mauritz hervor und umfasste die Bauerschaften Coerde, Gelmer, Gittrup, Kemper, Laer und Werse. Die St.-Mauritz-Kirche war die namensgebende Pfarrkirche des Kirchspiels. Das Gemeindegebiet wurde ab 1975 in mehreren Schritten in die Stadt Münster eingegliedert. Mit dem Münster/Hamm-Gesetz wurde die Gemeinde schließlich ganz aufgelöst.
Vor den Ausgliederungen an Münster reichte die Gemeinde im Westen bis zur ehemaligen Stadtbefestigung von Münster (mit Mauritz- und Hörstertor) und zur Münsterschen Aa, im Osten bis zur Werse und im Süden bis zur Wolbecker Straße. Benachbarte Gemeinden waren Gimbte und Greven (rechts der Ems) im Norden, Handorf im Osten, Lamberti im Süden, die Stadt Münster im Südwesten und Überwasser im Westen. Von den heutigen Stadtteilen Münsters gehörten Erpho- und Mauritzviertel, Herz-Jesu-Viertel (teilweise), Rumphorst, Zentrum Nord, Coerde, St. Mauritz, Dyckburg, Sudmühle sowie Gelmer zur ursprünglichen Gemeinde Sankt Mauritz. Sandrup und Sprakel gehörten seit 1903 zu Sankt Mauritz.

## Geschichte

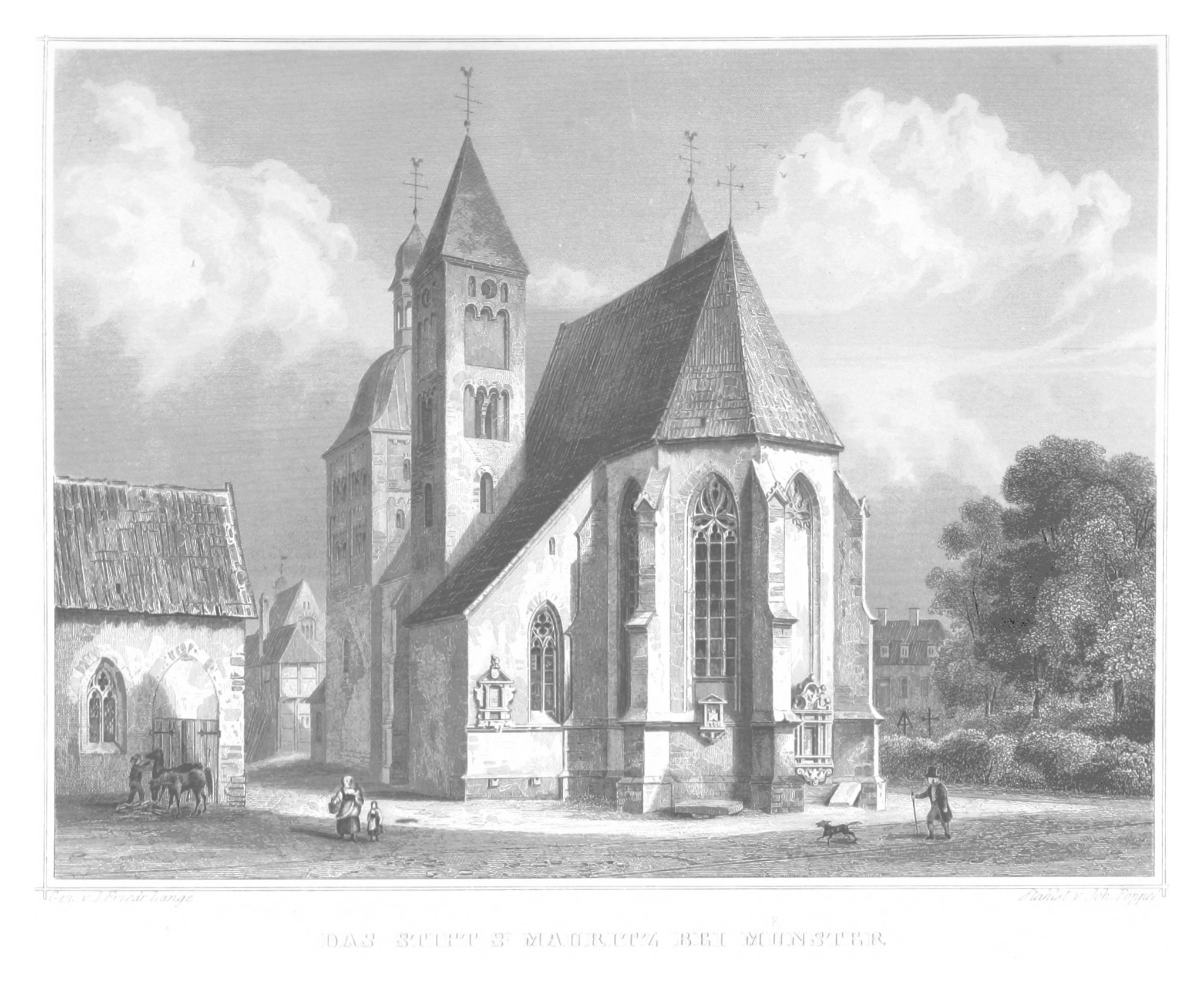
Die namengebende Stiftskirche St. Mauritz (1852)

Im Register der Willkommschatzung von 1498 und 1499 im Hochstift Münster wird das Kirchspiel Mauritii erwähnt, das St. Mauritz und Koerde umfasste. Um 1590 gehörten dazu bereits die Bauerschaften Coerde, Gelmer, Gettendorf (Gittrup), Kemperbecke (Kemper), Laer und Werse. Das Kirchspiel St. Mauritz gehörte in der Frühen Neuzeit zum Gogericht Bakenfeld im Amt Wolbeck des Hochstifts Münster. Mit dem Reichsdeputationshauptschluss 1803 wurde das Hochstift Münster säkularisiert und als Erbfürstentum Münster dem Königreich Preußen zugeordnet. Damit änderte sich auch die Verwaltungsgliederung: Das Kirchspiel St. Mauritz kam zum Münsterschen Kreis. Nach dem französischen Intermezzo (1809–13) gehörte das Kirchspiel mitsamt der gleichnamigen Bürgermeisterei (siehe unten) ab 1816 zum preußischen Kreis Münster. Mit Einführung der Landgemeindeordnung für die Provinz Westfalen wurde 1844 aus dem Kirchspiel die Gemeinde St. Mauritz.

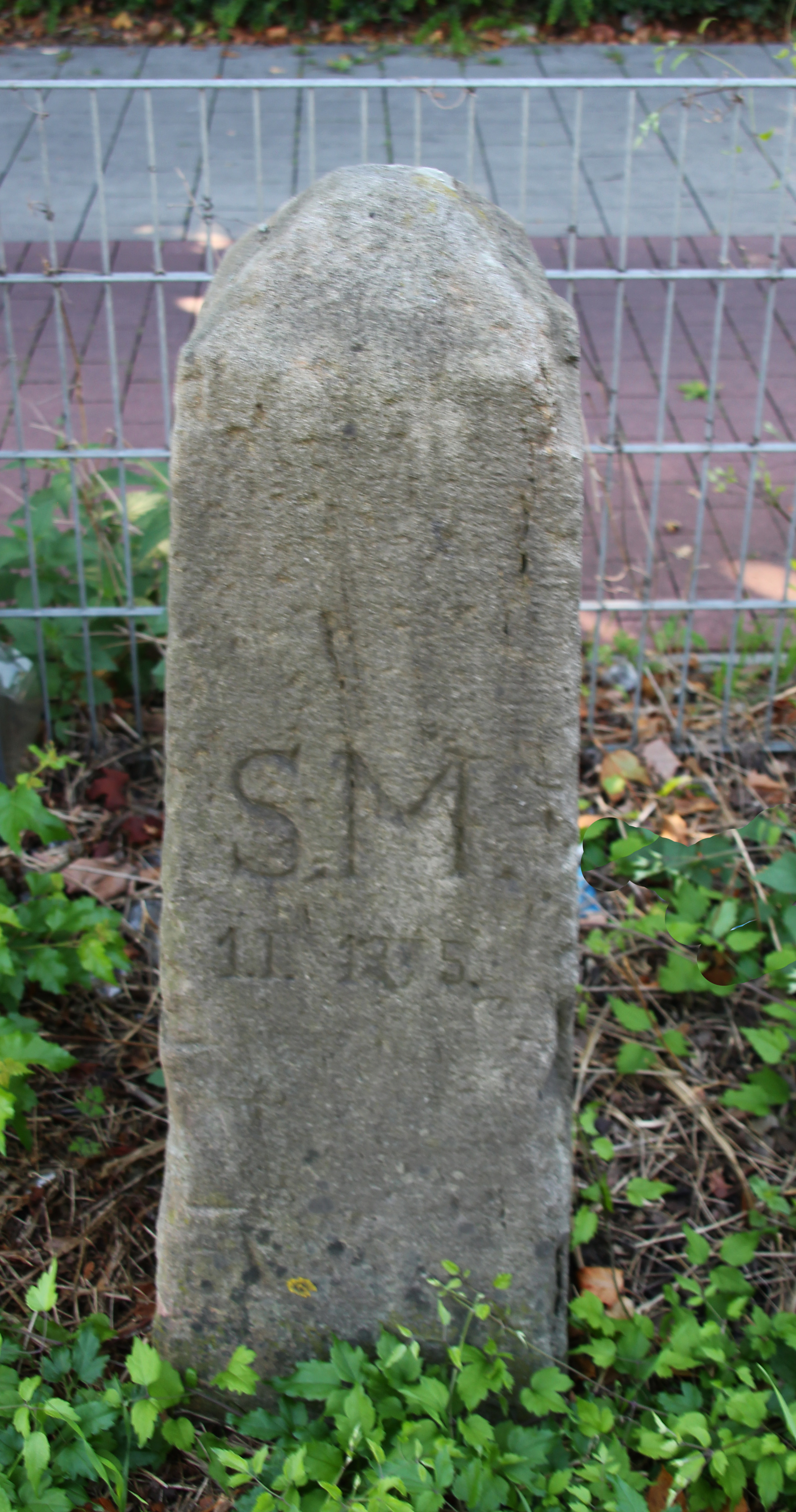
Der Grenzstein von 1875 an der Ecke Warendorfer/Admiral-Spee-Straße markiert die damalige Grenze zwischen Münster und Sankt Mauritz.

Seit der Mitte des 19. Jahrhunderts dehnte sich die städtische Bebauung von Münster zunehmend auch auf den südwestlichen Teil der Gemeinde Sankt Mauritz aus. Im Jahre 1875 wurden die der Stadt am nächsten gelegenen Teile von Sankt Mauritz nach Münster eingemeindet. Dazu gehörten die 1853 in Betrieb genommene Strafanstalt, das Schlachthaus, das Franziskanerkloster, die St.-Mauritz-Kirche, der (alte) Mauritz-Friedhof, das Franziskus-Hospital und das Kloster zum Guten Hirten. Das Gebiet umfasste zwar nur 2,48 km², dort lebte aber der größte Teil der Gemeindebevölkerung: 4.080 Einwohner. Auf dem nach Münster eingemeindeten Gebiet entstanden das Erpho-, Hansa- und Mauritzviertel.
Die Grenze zwischen Münster und der verbliebenen Gemeinde Sankt Mauritz verlief anschließend entlang der Aa, ungefähr am heutigen Niedersachsenring, der Mecklenburger und Kärntnerstraße, an der heutigen Piuskirche, Skagerrakstraße, Alerdinckstraße, dem Sportplatz Mauritz-Lindenweg, dem Klarastift, der Bernsmeyerstiege und der Von-der-Tinnen-Straße. Sankt Mauritz bekam einen Haltepunkt an der 1886 in Betrieb genommenen Warendorfer Bahn. Er befand sich an der Ecke Warendorfer/Dyckburgstraße. Der 1899 eingeweihte Dortmund-Ems-Kanal verlief über das Gemeindegebiet von Sankt Mauritz, der Stadthafen gehörte aber schon zu Münster. Kanalarbeiter siedelten sich in der Kolonie Werse-Delstrup an, die den Beinamen „Klein-Muffi“ bekam und den Kern des heutigen Herz-Jesu-Viertels bildet. 
1903 verlor Sankt Mauritz weitere Gemeindeteile beiderseits des Kanals an die Stadt Münster (6,23 km² mit 646 Einwohnern), die Grenze verlief anschließend an der heutigen Mondstraße, Dyckburgstraße, Dingstiege, der Schleuse, der Hacklenburg, Telemannstraße und dem Haus Nevinghoff. Im Gegenzug wurde Sankt Mauritz aber im Nordwesten um einen Teil der aufgelösten Gemeinde Überwasser – die Bauerschaften Sandrup und Sprakel – vergrößert. Ein weiterer Teil des Gemeindegebietes wurde 1956 an Münster ausgegliedert und bildet heute den Stadtteil Coerde. Mit der großen Gebietsreform durch das Münster/Hamm-Gesetz wurde die Gemeinde Sankt Mauritz zum 1. Januar 1975 vollständig in die Stadt Münster eingegliedert.

## Bürgermeisterei und Amt Sankt Mauritz
Als übergeordnete Einheit wurde während der französischen Herrschaft im Großherzogtum Berg 1809 die Mairie Sankt Mauritz geschaffen, die außer dem namengebenden Kirchspiel auch die Kirchspiele Handorf, Hiltrup und Lamberti umfasste. Nach der Rückeroberung durch Preußen wurde diese Struktur zunächst beibehalten, die Mairie aber in Bürgermeisterei übersetzt. 1815/16 kamen zusätzlich die Kirchspiele Amelsbüren und Überwasser hinzu. Im Zuge der Landgemeindeordnung der Provinz Westfalen wurde die Bürgermeisterei 1843/44 in das Amt Sankt Mauritz umgewandelt, das den gleichen Umfang hatte. Die Gemeinden Lamberti und Überwasser wurden 1903 aufgelöst. Die übrigen Gemeinden wurden mit dem Münster/Hamm-Gesetz 1975 sämtlich nach Münster eingemeindet, womit auch das Amt obsolet wurde.

## Bevölkerungsentwicklung
Einwohnerentwicklung der Gemeinde Sankt Mauritz:
| Jahr | Einwohner | Anmerkungen/Quelle          |
| ---- | --------- | --------------------------- |
| 1858 | 3.605     | [ 7 ]                       |
| 1874 | 5.478     | [ 1 ]                       |
| 1885 | 1.834     | Nach der Ausgliederung 1875 |
| 1895 | 2.863     | [ 9 ]                       |
| 1910 | 2.649     | Nach der Umgliederung 1903  |
| 1925 | 3.461     | [ 11 ]                      |
| 1939 | 4.598     | [ 11 ]                      |
| 1946 | 5.823     | [ 12 ]                      |
| 1950 | 6.993     | [ 5 ]                       |
| 1974 | 8.833     | Nach der Ausgliederung 1956 |